# 丁超

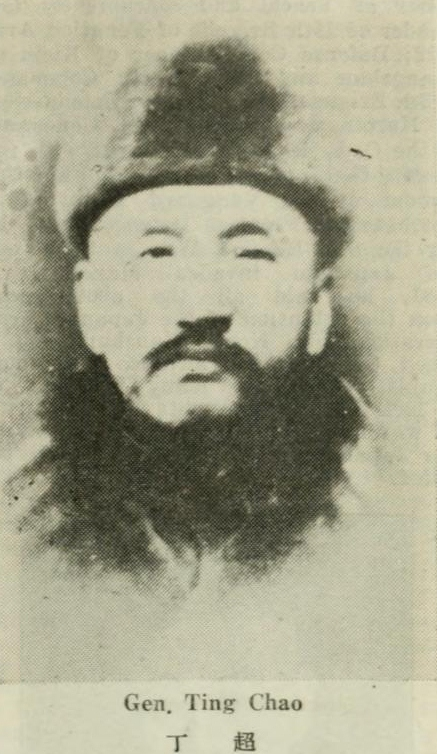

丁超（？—？），字潔忱，盛京将軍管轄区奉天府興京厅（今新賓满族自治县）人，中華民国、满洲国军事将领。

## 生平

### 加入奉系
丁超的生年有三说，一是1883年，一是1876年，一是1882年。丁超是清朝優附生。後赴日本留学，自陸軍士官学校毕业。归国後，任東三省軍械廠一等科員。
中華民国成立後，任吉林省督軍署副官長。此後，在張作霖领导的奉军中任职，历任奉天軍械廠材料科科長、軍械廠錦州分廠廠長、軍械廠廠長、奉天总司令部兵站处長。1919年（民国8年），被任命为北京步軍統領衙門总参議。翌年，改任黑龙江督軍署参謀長兼国防籌備处处長。翌年6月，兼任哈满護路軍司令、满海警備总司令。不久，因解除俄国白軍的武装有功，升陸軍少将。
1921年（民国10年），被任命为吉林督办公署参謀長。翌年，任鎮威軍後方司令。6月，任延吉鎮守使兼第13旅旅長。此後，历任吉林鎮守使兼第8旅旅長、濱江鎮守使兼第18旅旅長、護路軍長綏司令。1928年（民国17年），获授陸軍中将銜。6月，張作霖在皇姑屯事件中身亡，其子張学良继承其地位，丁超在张学良手下继续任职。

### 从对日抗战到加入满洲国
1929年（民国18年），張学良同苏联发生国境纠纷之际，丁超任吉林軍前敵总指揮、東北边防軍東路前敵总指揮，参加战斗。1931年（民国20年），代理護路軍总司令。九·一八事变爆发后，起初丁超抵抗关東軍。
1932年（民国21年）1月，丁超同李杜在哈尔滨设立吉林省自衛軍司令部，丁超就任護路軍总司令。翌月，关東軍进攻哈尔滨，丁超部处于劣勢，乃退守依蘭。7月，南京国民政府任命丁超为吉林省政府主席。9月，丁超参加吉黑聯軍反攻哈尔滨失败，逃往苏联境内。
1933年（民国22年），丁超归国，被关東軍逮捕，遭满洲国的軍事法庭审判。不久，在判決下达前，溥儀下命令特赦丁超。此後，丁超加入满洲国。1938年（康德5年）5月，任通化省省長。翌年8月，改任安東省省長。1942年（康德9年）9月，任参議府参議。

### 晩年
满洲国滅亡後，丁超的生平有二说。
徐友春主編《民国人物大辞典 増訂版》作，丁超在满洲国滅亡後遭到苏联红軍逮捕，押往苏联。後被中華人民共和国引渡回国，收监于撫順战犯管理所。1950年在狱中病逝（也就是说，在引渡之后随即病逝）。该文献记其生年为1883年，故丁超享年68岁。
王鴻賓等主編《東北人物大辞典》则作，丁超在满洲国滅亡後逃往北平隐居。1954年，被北京市的公安機关发现并逮捕，同年被判处死刑并執行。该文献记其生年为1876年，故丁超享年79岁。